# Michal Halva
Michal Halva (* 20. dubna 1964 Brno) je český výtvarník a malíř.

## Život
Michal Halva začal kreslit v dětství, kdy navštěvoval roční kurs kresby. Kromě tohoto kursu je samouk, žádné další formální výtvarné vzdělání nemá. Vyučil se strojním zámečníkem a tři roky pracoval v tomto oboru. Pak pracoval jako správce tělovýchovného areálu a po roce 1989 se již plně věnoval malování. Od motivů architektury v temných barvách přešel v polovině devadesátých let k rozmanitým motivům v pestrých barvách s vlastními výtvarně zpracovanými rámy. Kromě domácích výstav je úspěšný v Japonsku, kde se konalo 12 výstav. Jeho díla jsou zastoupena v soukromých sbírkách doma i v zahraničí.

## Výstavy
Samostatné výstavy:
- 1989 – Brno, areál VUT
- 1990 – Náměšť nad Oslavou, radnice
- 1990 – Brno, areál VUT
- 1991 – hrad Svojanov
- 1991 – Brno, ZK KSB
- 1992 – Jihlava, galerie Dílo
- 1992 – Valašské Meziříčí, galerie J&A
- 1993 – Vyškov, Art Spektrum
- 1994 – Brno, Živnostenská banka
- 1994 – Žďár nad Sázavou, radnice
- 1995 – Brno, galerie Baret
- 1996 – Brno, Živnostenská banka
- 1996 – Brno, vinárna Valencie
- 1997 – Praha, galerie U svatého Martina
- 1997 – Prostějov, Galerie B
- 1998 – Liberec, galerie Studna
- 1998 – Brno, galerie Dvorana
- 1999 – Děčín, galerie Hefaistos
- 1999 – Japonsko, Kóbe, Daimaru
- 2000 – Liberec, galerie Studna
- 2001 – Praha, Chodovská tvrz
- 2001 – Japonsko, Tokyo, Ikebukuro Tobu Gallery
- 2002 – Japonsko, Tokyo, Ikebukuro Tobu Gallery
- 2003 – Japonsko, Chiba, Sogo Gallery
- 2004 – Japonsko, Kóbe, Daimaru
- 2004 – Japonsko, Tokyo, Schinjuku, Isetan
- 2005 – Zlín, Galerie Kincová
- 2005 – Japonsko, Tokyo, Isetan
- 2005 – Brno, galerie Za zrcadlem
- 2005 – Španělsko, Zaragoza Galeria de Arte CTA
- 2005 – Japonsko, Okayama, Takashimaya
- 2005 – Japonsko, Nagoya, Mitsukoshi
- 2006 – Brno, galerie Hlinky
- 2006 – Japonsko, Tokyo, Isetan Gallery
- 2007 – Děčín, Café Galerie
- 2007 – Brno, galerie Roca
- 2008 – Praha, Chodovská tvrz
- 2008 – Náměšť nad Oslavou, Galerie G12 (s Pavlem Tasovským)
- 2009 – Brno, galerie Dílo
- 2009 – Brno, galerie Roca
- 2010 – Znojmo, hotel Prestige
- 2011 – Brno, galerie Dílo
- 2011 – Zlín, Městské divadlo
- 2012 – Děčín, Cafe Galerie
- 2012 – Praha, hotel Kempinski (s Pavlem Tasovským)
- 2012 – zámek Rájec nad Svitavou, galerie Kruh
- 2012 – Kroměříž, Galerie 77
- 2013 – Brno, galerie Dílo
- 2013 – Valtice, hotel Hubertus
- 2013 – Prštice, Galerie Aviatik (s Pavlem Tasovským)
- 2014 – Japonsko, Kóbe, Daimaru Gallery
- 2014 – Brno, Galerie Caffe
- 2014 – Brno, Coffee Club cafeteria
- 2014 – Kladno, galerie Radost
- 2015 – Japonsko, Tokyo, Isetan Gallery
- 2015 – Malhostovice, Libušina galerie
- 2015 – Olomouc, galerie Rubikon
- 2015 – Praha, Senát Parlamentu České republiky
- 2016 – Adamov, městské kulturní středisko
- 2016 – Děčín, Cafe Galerie
- 2016 – Praha, Víno – Wine Galerie
- 2017 – Mušov, hotel Termal
- 2017 – Brno, Platinium
- 2017 – Hradec Králové, galerie BARBARA
- 2017 – Náměšť nad Oslavou, Galerie 12
- 2017 – Brno, Galerie 8A
- 2018 – Brno, Galerie F (s Pavlem Tasovským)
- 2018 – Kyjov, Galerie Doma
- 2018 – Prštice, Galerie Aviatik
- 2018 – Osek, galerie informačního turistického centra
- 2018 – Praha, hotel Absolutum
- 2018 – Olomouc, galerie Bohéma
- 2018 – Praha, Café Galerie Zelený dům
- 2019 – Praha, Galerie La Femme
- 2019 – Lomnice, synagoga (s Pavlem Tasovským)
- 2020 – Beroun, Royal Golf Club
- 2021 – Olomouc, ART Rubikon
- 2022 – Brno, Art Gallery
- 2022 – Hodonín, kino Svět